# Marcel Hilßner
Marcel Hilßner (Leipzig, 30 januari 1995) is een Duitse profvoetballer die bij voorkeur op als offensieve middenvelder speelt. Hij staat onder contract bij Bundesligaclub SC Paderborn 07.

## Carrière
Hilßner begon als vijfjarige met voetballen bij SG Rotation Leipzig en maakte in 2005 de overstap naar FC Sachsen Leipzig, beide clubs uit zijn geboortestad Leipzig. In 2009 maakte hij de overstap naar de jeugdopleiding van Bundesligaclub Werder Bremen. In het seizoen 2013/14 kwam hij voor het eerst uit voor het tweede elftal van de club in de Regionalliga Nord. Met dit team wist hij te promoveren naar de 3. Liga, de derde profcompetitie van Duitsland. Hij debuteerde in de competitie op 25 juli 2015 in de 2-1 gewonnen wedstrijd tegen Hansa Rostock. Zijn eerste doelpunt scoorde hij op 29 augustus tegen Dynamo Dresden.
Op 26 september behoorde Hilßner voor de eerste keer bij de wedstrijdselectie van het eerste, uitkomend in de Bundesliga, en maakte direct zijn debuut in de 3-0 verloren wedstrijd tegen Bayer 04 Leverkusen. Hij kwam in de 56e minuut in het veld voor Levin Öztunali.

## Interlandcarrière
Hilßner werd in 2010 voor het eerst opgeroepen voor de U-16 van Duitsland, om vervolgens verschillende jeugdselecties van Duitsland te doorlopen. In 2013 speelde hij voorlopig zijn laatste interland voor de U-19.

## Clubstatistieken
| Seizoen                 | Club                    |                         | Competitie              | Competitie | Competitie | Beker | Beker | Internationaal | Internationaal | Overig | Overig | Totaal | Totaal |
| Seizoen                 | Club                    | Wed.                    | Competitie              | Dlp.       | Wed.       | Dlp.  | Wed.  | Dlp.           | Wed.           | Dlp.   | Wed.   | Dlp.   |        |
| ----------------------- | ----------------------- | ----------------------- | ----------------------- | ---------- | ---------- | ----- | ----- | -------------- | -------------- | ------ | ------ | ------ | ------ |
| 2013/14                 | Werder Bremen II        | Vlag van Duitsland      | Regionalliga Nord       | 25         | 2          | 0     | 0     | -              | -              | -      | -      | 25     | 2      |
| 2014/15                 | Werder Bremen II        | Vlag van Duitsland      | Regionalliga Nord       | 27         | 10         | 0     | 0     | -              | -              | -      | -      | 27     | 10     |
| 2015/16                 | Werder Bremen II        | Vlag van Duitsland      | 3. Liga                 | 26         | 7          | 0     | 0     | -              | -              | -      | -      | 26     | 7      |
| Totaal Werder Bremen II | Totaal Werder Bremen II | Totaal Werder Bremen II | Totaal Werder Bremen II | 78         | 19         | 0     | 0     | -              | -              | -      | -      | 78     | 19     |
| 2015/16                 | Werder Bremen           | Vlag van Duitsland      | Bundesliga              | 1          | 0          | 0     | 0     | -              | -              | -      | -      | 1      | 0      |
| Totaal Werder Bremen    | Totaal Werder Bremen    | Totaal Werder Bremen    | Totaal Werder Bremen    | 1          | 0          | 0     | 0     | -              | -              | -      | -      | 1      | 0      |
| Totaal                  | Totaal                  | Totaal                  | Totaal                  | 79         | 19         | 0     | 0     | -              | -              | -      | -      | 79     | 19     |

Bijgewerkt t/m 14 december 2015
1 Riemann ·
4 Brackelmann ·
5 Castañeda ·!
6 Mehlem ·
7 Bilbija ·
11 Michel ·!
12 Pruhs ·
19 Herrmann ·
20 Götze ·
21 Bäuerle ·
22 Hansen ·
23 Obermair · 
24 Terho ·
25 Scheller ·
26 Klaas ·
29 Ansah ·
30 Schubert ·
32 Zehnter ·
33 Hoffmeier ·
35  Schulz ·
36 Platte ·
39 Grimaldi ·
43 Ens ·
46 Engelns ·
47 de Jong ·
Coach: Kwasniok